# Charlotte Krenicky
Charlotte Krenicky (29 juni 2000) is een Belgisch volleybalster met Slowaakse roots.

## Levensloop
Het gezin emigreerde in 1993 naar België voor het volleybal. Haar moeder was er onder meer actief bij VC Yvoir. Zelf begon Krenicky te volleyballen bij SC Thimister-Herve. Vervolgens werd ze actief bij VC Mosan Yvoir, waarmee ze in seizoen 2016-'17 debuteerde in de Liga. Het daaropvolgende seizoen ging Krenicky aan de slag bij Datovoc Tongeren en later bij diens opvolger LVL As-Tongeren. Voor seizoen 2022-'23 sloot ze aan bij Asterix Avo Beveren. Met deze club won ze dat seizoen zowel de landstitel als de Beker van België.
Daarnaast is ze actief bij de nationale ploeg. Met de Yellow Tigers nam ze onder meer deel aan het wereldkampioenschap van 2022 en het Europees kampioenschap van 2023.
Haar oma Hilda Mazúrová maakte deel uit van de Tsjechoslowaakse ploeg die deelnam aan de Olympische Zomerspelen van 1968 en 1972. Ook haar beide ouders (Jaroslav Krenicky en Viera Krenicka) waren actief in het volleybal, evenals haar zus Baska.